# Alderina brevispina
Alderina brevispina är en mossdjursart som först beskrevs av Charles Henry O'Donoghue 1926.  Alderina brevispina ingår i släktet Alderina och familjen Calloporidae. Inga underarter finns listade i Catalogue of Life.